# Hasri Ainun Besari
Hasri Ainun Besari (11 de agosto de 1937 – 22 de mayo de 2010), conocida también como Hasri Ainun Habibie, fue una doctora indonesia y primera dama de Indonesia desde el 13 de mayo de 1998 al 20 de octubre de 1999.
Por su altísima dedicación al mundo de la salud —especialmente en el manejo de enfermedades oculares en Indonesia—, el Gobierno Provincial de Gorontalo en 2013 tomó la iniciativa de construir e inaugurar el Hospital General Regional Dra. Hasri Ainun Habibie en Limboto, Regencia de Gorontalo. Actualmente, el Hospital Ainun Habibie se está convirtiendo en un hospital docente —Universidad Estatal de Gorontalo— y un hospital de referencia para lugares en el área del Golfo de Tomini que incluye Célebes Septentrional, Gorontalo y Célebes Central.

## Primeros años
Hasri Ainun Besari es la cuarta de ocho hijos de R. Mohamad Besari y su esposa, Sadarmi. Recibió su doctorado en la facultad de medicina de la Universidad de Indonesia en 1961 y trabajó en el Hospital Cipto Mangunkusumo en Yakarta.

## Matrimonio
Ainun se casó con su amigo de la escuela secundaria, Jusuf Habibie, el 12 de mayo de 1962 en Rangga Malela, Bandung. El contrato de matrimonio de Habibie y Ainun se llevó a cabo en las costumbres y la cultura javanesas, mientras que la recepción de la boda se realizó al día siguiente con las costumbres y la cultura de Gorontalo en el Hotel Preanger. En cuanto a la familia de Habibie es de Kabila, un subdistrito de la provincia de Gorontalo.
De este matrimonio, nacieron dos hijos, Ilham Akbar Habibie y Thareq Kemal Habibie.

## Fallecimiento
Ainun sufría de cáncer de ovario y el 24 de marzo de 2010, fue ingresada en el Hospital Ludwig-Maximilians-Universität en Múnich, siendo sometida a nueve operaciones. Cuatro de las nueve operaciones fueron las principales, mientras que el resto de exploración.
El 22 de mayo de 2010 a las 17:35 hora de Múnich, Ainun falleció después de pasar por un período crítico de aproximadamente un día. El cuerpo de Ainun partió el 24 de mayo de 2010 de Alemania y llegó a Yakarta el 25 de mayo de 2010 y fue enterrado en el cementerio de los héroes de Kalibata ese mismo día.

## Honores
- Estrella de la República de Indonesia, 2ª clase (1998)[12]
- Estrella de la República de Indonesia, 1ª clase (1998)[13]
- Estrella de la República de Indonesia, 3ª clase (1992)[13]